# Caspar David Friedrich
Caspar David Friedrich (5. rujna 1774., Greifswald – 7. svibnja 1840., Dresden) je njemački slikar i grafičar; najvažniji predstavnik romantizma u Njemačkoj i često smatran za najvažnijeg njemačkog umjetnika svoje generacije.

## Životopis
Caspar David Friedrich je rođen kao šesto od desetero djece u Greifswaldu, lučkom gradiću u Švedskoj Pomeraniji koji su Prusi anektirali 1815. god. Djetinjstvo mu je obilježeno tragedijom: majka mu je umrla kad mu je bilo sedam godina, mlađa mu je sestra umrla sa samo dvadeset mjeseci, a brat se utopio pokušavajući mu spasiti život u nesreći na klizanju. Studirao je kod J. G. Quistropa na kopenhagenskoj Akademiji umjetnosti, jednoj od najvažnijih u Europi, a potom se preselio u Dresden (1798.). Zajedno s Ph. O. Rundgeom C. D. Friedrich je važan i za književni krug oko Heinrich von Kleista, Novalisa i drugih njemačkih romantičarskih književnika. Njegovim slikama su se divili prijatelj Goethe, a otkupljivao je pruski kralj Fridrik Vilim III., na nagovor 15-godišnjeg princa, koji je kasnije postao Fridrik Vilim IV., a kupovali su ih i car Nikola i veliki knez Aleksandar. 
No, ipak je Friedrich umro u siromaštvu, i to „napola lud”. Sahranjen je na groblju Svetog trojstva u Dresdenu.
Proslavljen je tek u kasnom 19. stoljeću, a do 1920-ih njegove slike su otkrili ekspresionisti, a 1930-ih i nadrealisti i egzistencijalisti. Usponom nacizma ranih 1930-ih isticana je njegova vrijednost, a padom nacizma palo je i zanimanje za njegove slike jer su doživljavane kao nacionalističke. Tek je 1970-ih C. D. Friedrich ponovno priznat kao ikona njemačkog romantičarskog pokreta i slikar međunarodnog značaja.

## Djela
Prva djela C. D. Friedrich je radio u sepiji i crtežu, a u ulju ostvaruje impozantni Tretschen-Altar (Križ u planini). Najveći domet postiže u krajolicima, magličastim marinama, prizorima brodovlja, stijena, ledenih santi, gotičkih ruševina, i to stvaranjem određene atmosfere, služeći se simboličnim elementima (Brodolom Nade; Krajolik s dugom; Greiswaldska luka). Osobitu pozornost je poklanjao nijansama boja. U Friedrichovim slikama čovjek je često smješten u omalovažavajućem položaju naspram dominantnog krajolika (Lutalica iznad mora magle) koji, po riječima povjesničara Christophera Johna Murrayja, „upravlja gledateljevim pogledom prema metafičkim dimenzijama”.
Njegov suvremenik, francuski kipar David d'Angers (1788. – 1856.) ga je opisao kao čovjeka koji je pronašao „tragediju krajolika”.
- Krajolik s dugom, 1810., 59 × 84.5 cm, nepoznata lokacija.
- Monah na obali, 1808.-10., 110 × 171.5 cm, Stara nacionalna galerija, Berlin.
- Bijele stijene iznad Rügena, 1818., 90.5 × 71 cm, muzej Oskar Reinhart am Stadtgarten, Winterthur, Švicarska.
- Mjesečina iznad mora, 1822., 55 × 71 cm, Stara nacionalna galerija, Berlin.
- Detalj Brodoloma Nade
- Hrast u snijegu, 1829., 71 × 48 cm, Stara nacionalna galerija, Berlin.
- Veliki kružni kanal kod Dresdena, 1832., 73,5 × 102,5 cm, Nova galerija majstora, Dresden
- Meditacija na mjesečini, 1835., 34 × 44 cm, Sve-državna galerija, Berlin.
- Riesengbirge, 1835., 73,5 × 102,5 cm, Stara nacionalna galerija, Berlin.
- Večer, 1821., 22,3 × 31 cm, Donjosaski zemaljski muzej Hannover.

## Vanjske poveznice
- Fundacija Caspar David Friedrich